# Daniel Stock
Daniel Stock (16 settembre 1992) è un fondista norvegese.

## Biografia
In Coppa del Mondo ha esordito l'8 marzo 2014 a Oslo (49°) e ha ottenuto il primo podio il 4 febbraio 2017 a Pyeongchang Alpensia (2°). In carriera non ha preso parte né a rassegne olimpiche né iridate.

## Palmarès

### Coppa del Mondo
- Miglior piazzamento in classifica generale: 37º nel 2017
- 1 podio (individuale):
  - 1 secondo posto